# Scorila
Scorila – wieś w Rumunii, w okręgu Mehedinți, w gminie Vlădaia. W 2011 roku liczyła 195 mieszkańców.